# Ermelau
Ermelau ist ein Ortsteil der Gemeinde Allmendingen im Alb-Donau-Kreis in Baden-Württemberg. Im Zuge der Gemeindegebietsreform in Baden-Württemberg wurde am 1. Januar 1974 die Gemeinde Weilersteußlingen mit dem Ortsteil Ermelau zu Allmendingen eingemeindet.
Der Weiler auf den Lutherischen Bergen liegt circa vier Kilometer nordwestlich von Allmendingen.